# Радецька Альона Юріївна
Радецька Альона Юріївна (16 березня 1991, село Проскурівка Хмельницький район Хмельницької області) — українська поетеса, журналістка, літературна критикиня. Членкиня Національна спілка журналістів України (2016) та Національна спілка письменників України (2023).

## Біографічні відомості
Навчалася у Проскурівській ЗОШ І-ІІІ ступенів, яку закінчила 2008 року із золотою медаллю. Цього ж року вступила в Національний університет «Острозька академія» на гуманітарний факультет, спеціальність «Літературна творчість». Після закінчення магістратури Національний університет «Острозька академія» у 2013 році отримала диплом з відзнакою за спеціальністю «Українська мова і література» за фахом — викладач української мови і літератури. З 2013 по 2016 роки працювала редакторкою ярмолинецького районного освітянського вісника «Шкільний світ». Згодом переїхала у м. Хмельницький і працювала молодшим науковим співробітником Хмельницький обласний літературний музей. З вересня 2022 року до серпня 2023 року — старшим науковим співробітником. З вересня 2023 року до січня 2025 — методистка першої категорії медіа-інформаційного відділу Хмельницького обласного науково-методичного центру культури і мистецтва. З січня 2025 року — завідувач сектору регіональної і правової інформації відділу краєзнавства Хмельницька обласна універсальна наукова бібліотека. На громадських засадах секретар Хмельницької обласної організації Національної спілки письменників України.

## Творчість
Поетичні й прозові твори неодноразово публікувалися у районних та обласних газетах: «Шкільний світ», «Вперед», «Подільські вісті», «Проскурів» (газета). У всеукраїнських виданнях — «Українська літературна газета», «Літературна Україна» (нині Літературна газета"),«Слово Просвіти», журналі «Дзвін» та у альманахах.
У творчому доробку письменниці три книги: поетичні збірки «Я розмовляла з твоїми очима…» (2014), «Сві(й)ти» (2023) та книга відгуків і рецензій на видання українських письменників «Життєствердні істини»(2020) , що перевидана у 2021 р.

## Творчі здобутки
Стипендіатка Президента України (2023), лавреатка Хмельницької міської премії імені Богдана Хмельницького у галузі журналістики (2022), літературної премії імені Михайла Дубова у номінації «Літературна критика та літературознавство» (Рівне-2021). Серед здобутків — відзнака Всеукраїнської літературної премії імені Анатолія Криловця за літературні твори високого ліричного змісту та звучання, які утверджують ідеали гуманізму та любові, духовні цінності (Рівне-2021).

## Праці
- Радецька А. Світло як виразник зовнішнього і внутрішнього світу людини у книзі Петра Маліша «Блаженні та грішні»
- Радецька А. Земне й небесне — до дрібниць.
- Радецька А. До гумору через рими.
- Радецька А. У тебе немає тебе. Відгук на роман Артура Закордонця «Гримуля».
- Радецька А. Трансформація життєвих істин — шлях до самопізнання.[5]
- Радецька А. «Сталеві слова в часи, коли всі на прицілі».
- Радецька А. У Хмельницький на зустріч з колегами завітали вінницькі письменники